# Pnigalio achalicus
Pnigalio achalicus är en stekelart som beskrevs av Svetlana N. Myartseva och Kurashev 1990. Pnigalio achalicus ingår i släktet Pnigalio och familjen finglanssteklar.
Artens utbredningsområde är Turkmenistan. Inga underarter finns listade i Catalogue of Life.